# Ovda Regio
Ovda Regio est la plus étendue des hautes terres équatoriales de la planète Vénus, où elle forme la moitié occidentale d'Aphrodite Terra. Centrée par 2,8° S et 85,6° E, elle s'étend sur environ 6 300 × 2 100 km et s'élève jusqu'à plus de 4 000 m au-dessus des plaines environnantes.

## Géologie
Ovda Regio est essentiellement constituée de tesserae, terrains anciens d'altitude modérée caractérisés par l'entrecroisement de fractures et de plis leur donnant une apparence carrelée ou « en tuiles. » Quelques petits fragments de hauts plateaux sont inclus dans cette trame, qui se prolonge dans toute sa partie occidentale par un relief plus complexe faisant intervenir des épisodes d'orogenèse et de volcanisme. Une vaste tessera occidentale, Manatum Tessera, est ainsi partiellement recouverte d'un matériau sombre qui semble être de la lave provenant de Verdandi Corona voire peut-être de Kvasha Patera.